# Dia Evtimova
Dia Evtimova (Bulgarsk: Диа Евтимова, født 30. april 1987 i Sofia, Bulgarien) er en kvindelig professionel tennisspiller fra Bulgarien. 

Dia Evtimova højeste rangering på WTA single rangliste var som nummer 145, hvilket hun opnåede 31. oktober 2011. I double er den bedste placering nummer 275, hvilket blev opnået 15. juni 2009.